# Raspator

Raspator

Raspator – narzędzie chirurgiczne służące do oddzielania tkanek miękkich, lub  okostnej od kości, stosowane w chirurgii narządu ruchu, torakochirurgii i kardiochirurgii. 
Jego wielkość i kształt zależą od obszaru, w którym jest używany, jednak generalnie składa się z rękojeści i końcówki roboczej przypominającej dłuto lub łyżkę. Czasem narzędzie jest wyprofilowane u nasady tej końcówki w sposób ułatwiający pewne oparcie kciuka (ilustracja), którym raspator jest przyciskany do kości w momencie wykonywania ruchu roboczego.